# Vyšovatyj
Vyšovatyj, ukrajinsky Вишоватий, je osada obce Ternovo v neresnyckém územním společenství (hromadě), v okrese Ťačiv, v Zakarpatské oblasti Ukrajiny. V roce 2001 zde žilo 1803 obyvatel.

## Přírodní poměry
Vesnice se rozprostírá podél malé říčky Vašovatyj (ukrajinsky Вашоватий), levého přítoku Teresvy, a na svazích nedalekých kopců. Ve východní části obce je hora Sumarin (571 m n. m.).
Na severovýchodním okraji území obce (v lese, na malém potůčku) jsou vodopády. Voda padá z výšky 10-12 m na dno rokle. V období sucha potok téměř vysychá, a tak má vodopád největší průtok po vydatných deštích nebo při tání.